# Boala clătinării din cap
Boala clătinării din cap (în engleză nodding disease/syndrome) este o afecțiune neurologică debilitantă, caracterizată prin crize care afectează fizic și mintal copiii de la vârsta de 3 ani până la maturitate. A fost descrisă pentru prima dată în 1962 în regiunile izolate din Tanzania, cu apariții ulterioare în Sudanul de Sud, Uganda și, mai recent, în alte părți din Africa, inclusiv Republica Democratică Congo, Republica Centrafricană și Camerun.
Cauza exactă a bolii este necunoscută și nu există un tratament specific.

## Semne și simptome
Copiii afectați de boala clătinării din cap suferă de oprirea completă și permanentă a creșterii și de dizabilitate intelectuală. Numele bolii provine de la crizele caracteristice de clătinare a capului, care încep adesea la vederea alimentelor sau la scăderea temperaturii. Severitatea crizelor variază, iar acestea pot duce la căzături și răniri. Scanările RMN au evidențiat atrofie cerebrală, în special în hipocamp și în celulele gliale.

## Cauze
Cauza bolii rămâne neclară, însă există o asociere între sindromul clătinării din cap și infecția cu parazitul Onchocerca volvulus⁠(d), transmis prin mușcăturile de muște din genul Simuliidae⁠(d). Ipoteza sugerează că anticorpii produși împotriva parazitului pot reacționa încrucișat cu proteine din sistemul nervos. Aproximativ 93,7% dintre cei afectați de această boală au fost depistați cu Onchocerca volvulus, iar zonele cu focare coincid cu regiunile cu rate ridicate de oncocercoză. Teoriile alternative includ deficiențe de vitamina B6 și expunerea la substanțe chimice.

## Diagnostic
Diagnosticul este realizat prin observarea crizelor tipice de clătinare a capului. Scanările neurologice ar putea fi folosite în viitor pentru un diagnostic mai precis.

## Tratament
Nu există un tratament curativ, iar tratamentul actual se axează pe gestionarea simptomelor, inclusiv prin administrarea de anticonvulsivante, cum ar fi valproatul de sodiu și fenobarbitalul. Medicamentele anti-malarie au fost administrate, deși efectul lor nu este clar.

## Prognostic
Sindromul este debilitant, iar fără medicație adecvată, poate duce la agravarea crizelor și chiar la deces. Efectele pe termen lung includ leziuni cerebrale și întârzieri severe în dezvoltare.

## Epidemiologie
Documentată pentru prima dată în Tanzania în 1962, boala a avut focare majore în Sudanul de Sud și Uganda. Până în 2009, s-a răspândit în districtul Kitgum din Uganda, unde peste 2.000 de copii au fost afectați. Focarele recente includ Sudanul de Sud, Uganda, Tanzania, Republica Democratică Congo, Republica Centrafricană și Camerun.
Disponibilitatea limitată a asistenței medicale în aceste regiuni poate agrava răspândirea și manifestarea bolii.